# Martinet (instrument)
 (novembre 2023).
Si vous disposez d'ouvrages ou d'articles de référence ou si vous connaissez des sites web de qualité traitant du thème abordé ici, merci de compléter l'article en donnant les références utiles à sa vérifiabilité et en les liant à la section « Notes et références ».
Pour les articles homonymes, voir Martinet.

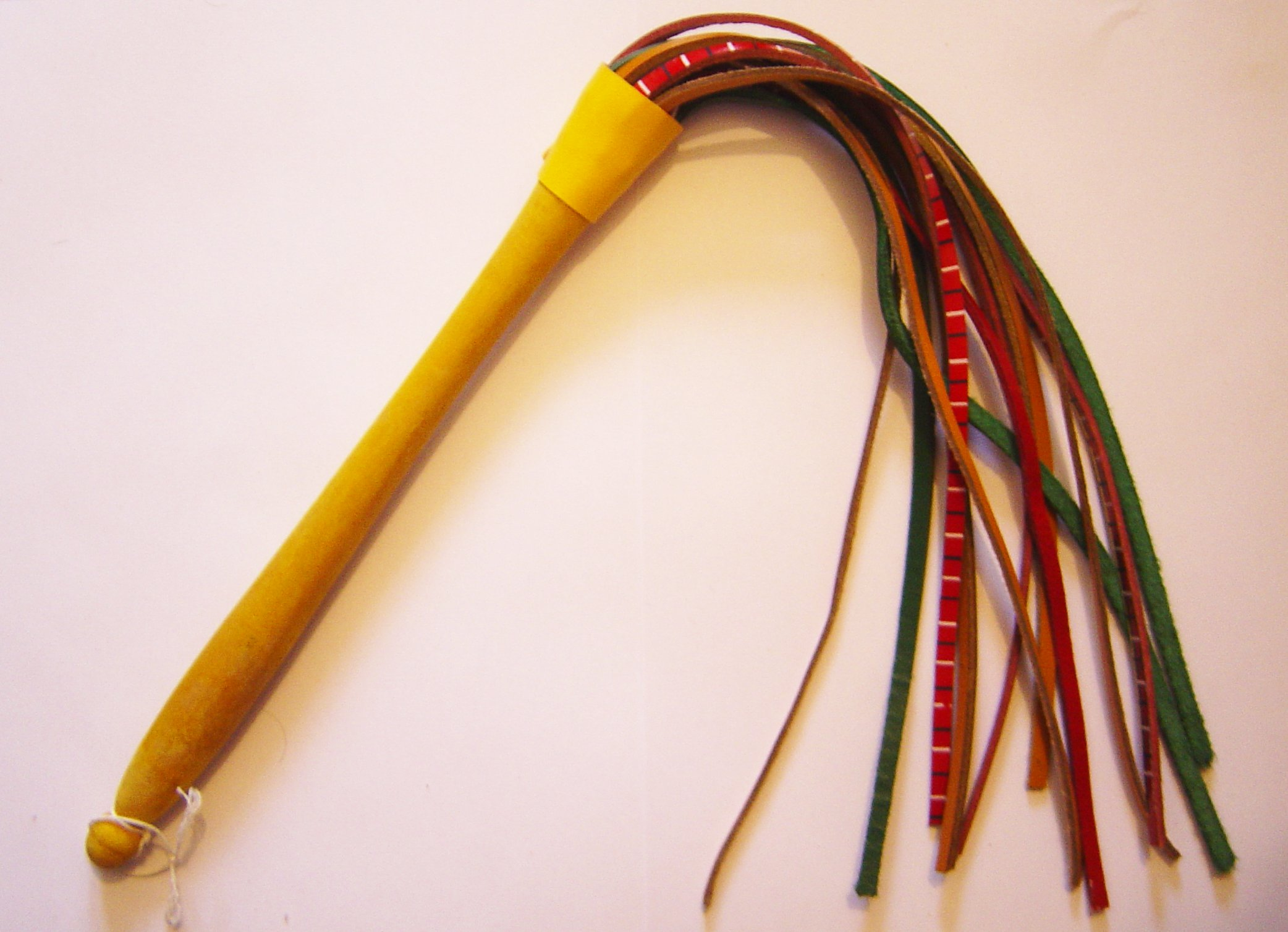
Un martinet

Le martinet est un petit fouet multiple, constitué d'un manche en bois d'environ 25 cm. Les lanières, au nombre d'une dizaine, sont généralement en cuir.
C'est un instrument traditionnel de châtiment corporel qui a été largement utilisé en Europe. En France, l'usage du martinet pour fesser les enfants est cependant tombé en désuétude et il est même interdit depuis l'adoption de la loi relative à l’interdiction des violences éducatives ordinaires en 2019.
Le martinet est similaire au chat à neuf queues, un instrument de torture à neuf lanières ou cordes longues qui fut utilisé dans les marines, les forces armées et des institutions pénitentiaires, notamment dans l'Empire britannique ; il est également comparable à certaines versions du knout utilisé principalement dans l'Empire russe.
Au XIXe siècle, il servait aussi pour nettoyer les manteaux de la poussière et de la boue[réf. nécessaire]. Ce qui explique qu'on le trouvait près des portes d'entrée ou accroché aux porte-manteaux. Il faisait partie du paquetage militaire de la Première Guerre mondiale avec un manche taillé pour y apposer le matricule individuel et vingt-quatre lanières en cuir.

## Origine du nom
Selon le Dictionnaire étymologique de la langue française d'Oscar Bloch et Walther von Wartburg, le nom, qui n'est pas attesté avant le début du XIXe siècle, a deux explications possibles. Ou bien il s'agirait d'un diminutif de Martin, surnom attribué au bâton  et qu'on retrouve chez La Fontaine. Ou bien son nom proviendrait du général français Jean Martinet, qui infligeait des exercices interminables et épuisants aux troupes de Louis XIV et exigeait un respect absolu du règlement, et qui aurait préféré l'utilisation d'un fouet à multiples lanières plutôt qu'un instrument de flagellation à lanière unique, qui pouvait tuer les hommes durant le châtiment. 
Plus certainement, il est nommé par analogie avec le martinet, gros marteau à bascule mû par la force hydraulique pour battre en cadence des objets en cours de façonnage en cuivre ou en fer, du papier, du drap, du cuir, du chanvre, etc.

## En France

### Usage
Jusqu'aux années 1980, de très nombreuses familles[évasif] possédaient un martinet pour punir les enfants. La plupart du temps[évasif], il servait surtout à menacer l'enfant en faute sans qu'il soit réellement utilisé.

### Critiques et interdiction
Comparable à d'autres outils de châtiment corporel utilisés depuis l'Antiquité, notamment la férule et la scutica des maîtres d'école romains, le martinet, inventé en France[réf. nécessaire] début du XIXe siècle[réf. nécessaire], est resté l'objet par excellence redouté des enfants jusque dans les années 1980[réf. souhaitée], pour être ensuite vivement critiqué et abandonné. Il est considéré comme excessif de nos jours presque partout en Occident, même là où les châtiments corporels restent en vigueur[évasif][réf. souhaitée].
Une rumeur non vérifiée que l'on retrouve sur les réseaux sociaux[Où ?] affirme qu'une jurisprudence française de 1984 ferait apparaître implicitement le martinet comme étant hors-la-loi. C'est pour cela qu'on le trouverait désormais au rayon des produits pour animaux de certaines grandes surfaces. Cependant, aucune référence à une décision de justice spécifique n'est jamais donnée qui préciserait le tribunal qui aurait pris cette décision, ce qui amène à penser que la rumeur est infondée.
Son usage au sein de la famille entrant dans la définition des violences éducatives ordinaires, il est interdit par la loi relative à l’interdiction de ces violences depuis son adoption le 2 juillet 2019 par le Sénat. Cependant, cette loi étant une loi civile et non pénale, les contrevenants ne peuvent pas être condamnés par un tribunal correctionnel à une amende ou à de la prison s’ils la violent (seules des conséquences civiles sont possibles, comme des dommages et intérêts par exemple). En revanche, si ces violences sont considérées comme de la maltraitance, elles peuvent être sanctionnées par des peines allant jusqu'à trois ans d’emprisonnement et 45 000 euros d’amende, en application de l’article 222-13 du Code pénal qui punit les violences ayant entraîné une incapacité de travail inférieure ou égale à huit jours lorsqu’elles sont notamment commises sur un mineur de moins de 15 ans.

### Vente et production
Jusque dans les années 1980, on pouvait trouver à la vente dans les magasins de jouets, et plus communément dans les drogueries, des martinets produits industriellement. Le martinet était aussi fabriqué de façon artisanale par des maroquiniers ou cordonniers locaux, ou par les parents eux-mêmes.
Le dernier atelier de fabrication artisanale française était celui de Suzanne Marache, qui en a produit près de 8 millions de 1945 jusqu'à son décès en 2000, dans l'ancienne halte du Tacot du petit village d'Alligny-en-Morvan. Lors des dernières années de production, les martinets, qui étaient devenus obsolètes pour l’éducation des enfants, y étaient produits et vendus comme ustensiles pour chiens ou comme ustensiles érotiques pour sex-shops.
En 2007, les 10 000 martinets vendus annuellement par un fournisseur de la région parisienne étaient importés de Chine.

### Représentations
Le martinet fait aussi partie des légendes enfantines, où chaque 6 décembre en Belgique, aux Pays-Bas, dans le nord de la France, en Lorraine et en Alsace, le Père Fouettard (appelé Hans Trapp en Alsace et Zwarte Piet chez les néerlandophones) tout de noir vêtu et armé de son martinet qu'il cache dans sa botte, vient fouetter les enfants qui n'ont pas été sages, tandis que Saint-Nicolas distribue des friandises aux enfants sages.